# Masurques op. 7 (Chopin)
Les Masurques op. 7 són un conjunt de cinc peces per a piano sol de Frédéric Chopin, compostes durant els anys 1830-1832 i publicades el 1832.
- Núm. 1. La primera masurca està en la tonalitat de si bemoll major. La indicació de tempo és Vivace i és, potser, la masurca més coneguda del conjunt.
- Núm. 2. Està en la menor. Malgrat la indicació de Vivo, ma non troppo, aquesta masurca se sol interpretar bastant lentament, i el tema principal és més aviat dolc.
- Núm. En fa menor.
- Núm. 4. En la bemoll major.
- Núm. 5. És en do major i és la més curta de les cinc masurques; dura menys d'un minut. Se la reconeix com un bon exemple de sentit de l'humor de Chopin.[1]